# CHAdeMO

Logo van CHAdeMO

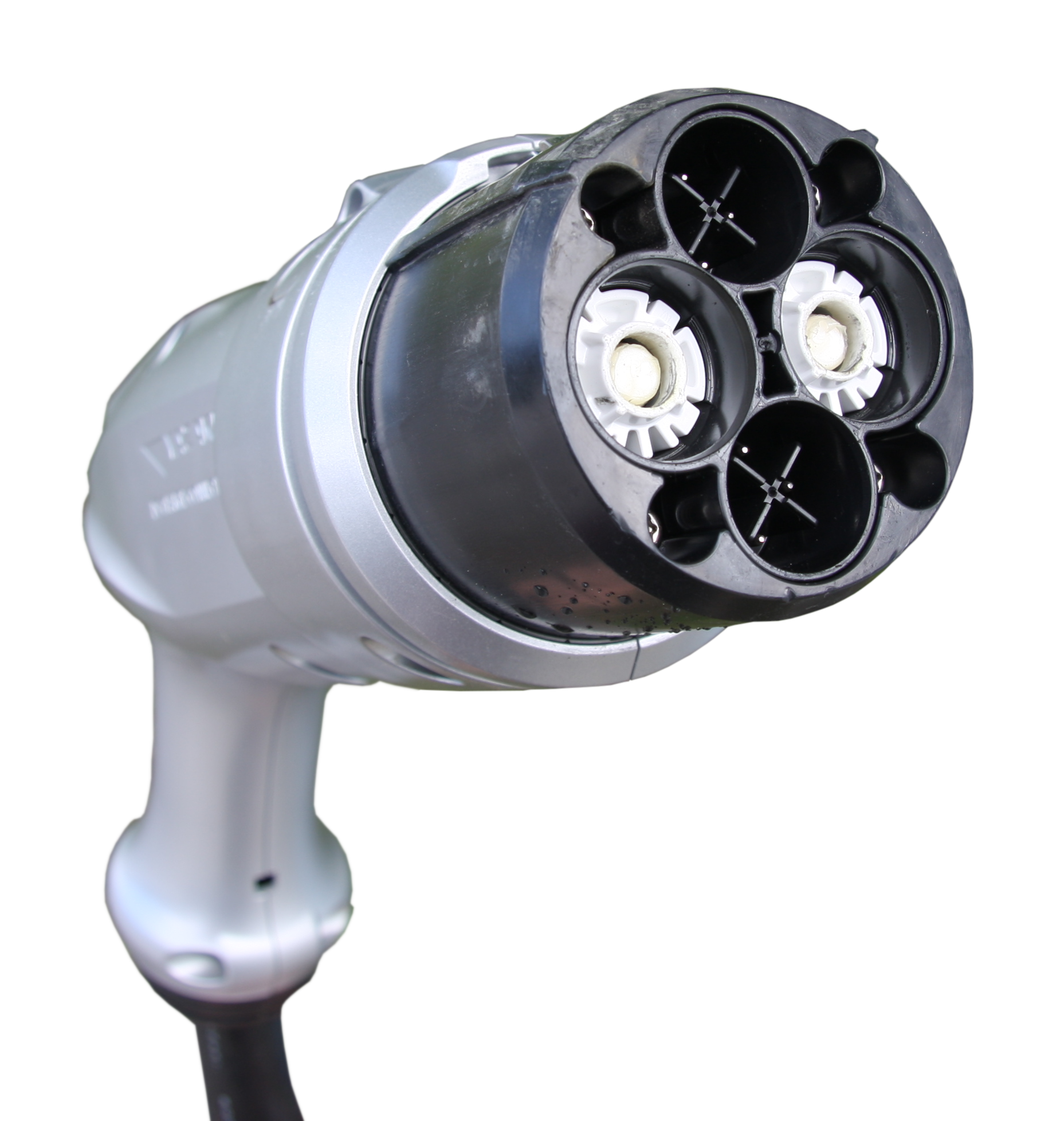
CHAdeMO-connector

CHAdeMO-connector 1: GND, 2ː control EV1, 3ː niet toegewezen, 4ː ready to charge, 5ː -DCpower, 6ː +DCpower, 7: nabijheidsdetectie, 8: +com, 9: -com, 10: control EV2.

CHAdeMO is de handelsnaam van een snelle oplaadmethode voor de accu van elektrische auto's tot 62,5 kW (500 V, 125 A gelijkstroom) via een speciale elektrische connector. Een herziene CHAdeMO 2.0-specificatie biedt maximaal 400 kW (1000 V, 400 A gelijkstroom). Het streven is te komen tot 900 kW in samenwerking met China Electricity Council (CEC) voor de volgende generatie oplaadstandaard met ultrahoog vermogen met de werknaam 'ChaoJi'. 
CHAdeMO werd in 2010 voorgesteld als een wereldwijde industriestandaard door een gelijknamige vereniging gevormd door vijf grote Japanse autofabrikanten en opgenomen in de IEC61851-23, -24 (laadsysteem en communicatie) en de IEC 62196- norm als configuratie AA. Concurrerende standaarden zijn onder meer het Combined Charging System (CCS) - dat door de meeste Duitse en Amerikaanse autofabrikanten wordt gebruikt - en de Tesla Supercharger.
CHAdeMO is een afkorting van "CHArge de MOve", gelijk aan "move using charge" of "move by charge" of "charge 'n' go", een verwijzing naar het feit dat het een snellader is. De naam is afgeleid van de Japanse uitdrukking O cha demo ikaga desuka, die in het Nederlands vertaald wordt als "Wat dacht je van een kopje thee?", Verwijzend naar de tijd die het kost om een auto op te laden. CHAdeMO kan laag vermogenaccu's (25kWh bereik ca. 120 km) in minder dan een half uur laden.
CHAdeMO ondersteunt ook het zogeheten vehicle-to-grid (V2G) waarmee de accu van de auto energie aan het lichtnet kan leveren.
Om een auto met CHAdeMO aansluiting te kunnen laden bij een CCS-laadstation is een adapter nodig. Hiermee worden de zeer verschillende aansluitingen en de gebruikte protocollen om auto en lader te laten communiceren gematched.

## Geschiedenis
De CHAdeMO Association werd gevormd door de Tokyo Electric Power Company (TEPCO), Nissan, Mitsubishi en Fuji Heavy Industries (nu Subaru Corporation). Toyota trad later toe als vijfde uitvoerend lid, gevolgd door Hitachi, Honda en Panasonic. CHAdeMO Research and Development begon in 2005 met als doel een openbare infrastructuur van snelladers te ontwikkelen waarmee elektrische auto's gebruikt kunnen worden zonder zorgen over het bereik. De eerste commerciële CHAdeMO-laadinfrastructuur werd in 2009 in gebruik genomen en CHAdeMO werd in 2014 gepubliceerd onder IEC-normen (IEC 61851-23 voor het laadsysteem, 61851-24 voor de communicatie en IEC 62196-3 configuratie AA voor de connector). In hetzelfde jaar werd CHAdeMO gepubliceerd als EN-norm, gevolgd door de publicatie als IEEE-norm 2030.1.1TM-2015 in 2016.
In Europa heeft de Europese Commissie in 2013 een voorstel ingediend voor de Alternative Fuels Infrastructure Directive waarin de Combo2 ( IEC61296-3, configuratie FF ) wordt aangewezen als de Europese verplichte stekker voor DC-hoogvermogenladen. Terwijl het Europees Parlement een ontwerpverslag aannam waarin het CHAdeMO steunde om "tegen januari 2019 uit te schakelen", werd dit in de laatste fase van de wetgeving verworpen en de definitieve versie (EU-richtlijn 2014/94 / EU) verplicht alle openbaar toegankelijke laders in de EU "ten minste" worden uitgerust met Combo2-connectoren, waarbij in overweging 33 expliciet multistandard-opladen wordt bekrachtigd. Er is geen conflict met de Europese richtlijn 2014/94 / EU inzake barrières. Laadpalen met meerdere laadinterfaces zijn expliciet toegestaan.
In december 2015 had het CHAdeMO-netwerk 10.000 laadpunten wereldwijd bereikt in 50 landen: 5.974 in Azië, 2.755 in Europa en slechts 1400 in Noord-Amerika.
In juli 2017 meldde de website van de CHAdeMO Association dat het aantal was gegroeid tot meer dan 16.000 wereldwijd geïnstalleerde CHAdeMO-laders, nog steeds voornamelijk in Japan (≈7100 +). Europa had meer dan 4.600, Noord-Amerika meer dan 2.200 en 2000 waren elders gevestigd.
In 2018 overtrof het totale aantal laadpunten in Europa dat van Japan. Vanaf april 2019 waren er wereldwijd ongeveer 25.300 CHAdeMO-oplaadpunten, met het grootste aandeel, 9.200, in Europa, 7.600 in Japan, 3.200 in Noord-Amerika en meer dan 5.300 elders.
In juli 2020 onthulde Nissan de nieuwe 2021 Nissan Ariya op de Amerikaanse markt, en deze zal alleen een CCS-oplaadpoort hebben in plaats van de CHAdeMO-poort die de afgelopen tien jaar op de Nissan Leaf zat. Auto-analisten merkten op dat, met deze beslissing om CHAdeMO-opladen af te schaffen, dit de 'doodsteek' is voor CHAdeMO in de VS en Europa, aangezien alleen de Mitsubishi Outlander plug-in hybride overblijft als de enige nieuwe auto in de VS die CHAdeMO gebruikt. "De plug-oorlogen zijn voorbij. CCS heeft gewonnen. We zullen wat consolidatie zien."

## Sneller opladen met gelijkstroom
De meeste elektrische auto's hebben een ingebouwde lader die een gelijkrichter gebruikt om wisselstroom van het elektriciteitsnet om te zetten in gelijkstroom (DC) die geschikt is voor het opladen van het batterijpakket. Tot ca. 18 kW is dit te realiseren met een aansluiting van 3 x 25A bij 240V. Kosten en thermische problemen beperken de hoeveel stroom die de gelijkrichter aankan; voor grotere vermogens is het beter om via een extern laadstation direct gelijkstroom aan de accu te leveren, en dat is waar CHAdeMO in beeld komt.
Voor sneller opladen kunnen hoogvermogenladers op permanente locaties worden gebouwd die zijn voorzien van hoogvermogenaansluitingen op het net. Dergelijke laders worden DCFC, DCQC (DC Fast/Quick Charge genoemd).
CHAdeMO is ontstaan uit het ontwerp van het oplaadsysteem van Tokyo Electric Power Co. TEPCO had tussen 2006 en 2009 talloze EV-infrastructuurprojecten uitgeprobeerd in samenwerking met onder meer Nissan, Mitsubishi en Subaru. Deze proeven resulteerden in de ontwikkeling van gepatenteerde technologie en een specificatie voor spanningen tot 500V / 125A snelladen met de DC-snellaadconnector van het Japan Automobile Research Institute (JARI) die de basis vormt voor het CHAdeMO-protocol. De connector werd gespecificeerd door de Japan Electric Vehicle Standard (JEVS) G105-1993 uit 1993 van de JARI.

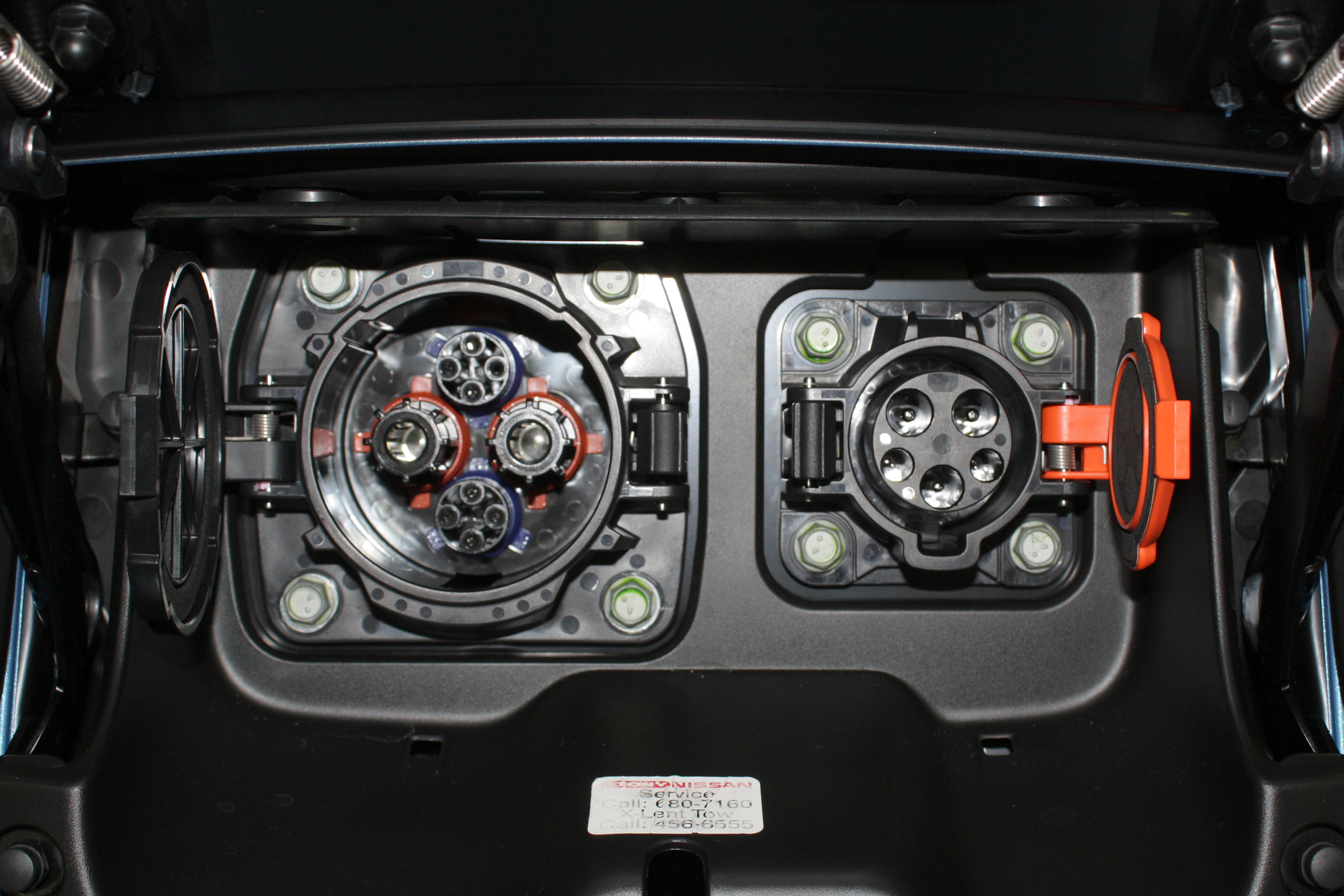
CHAdeMO-oplaadaansluiting (links) op een volledig elektrische Nissan Leaf. Een SAE J1772- aansluiting (IEC 62196-2 type 1) wordt ook aan de rechterkant weergegeven.

Behalve het leveren van de laadstroom zorgt de connector ook voor een dataverbinding via het CAN-bus-protocol. Dit voert functies uit zoals een veiligheidsvergrendeling om te voorkomen dat de connector wordt bekrachtigd voordat deze veilig is (vergelijkbaar met SAE J1772 ), het verzenden van batterijgegevens naar het laadstation, inclusief wanneer het laden moet worden gestopt (hoogste batterijpercentage, meestal 80%), doelspanning en totale batterijcapaciteit, en tijdens het opladen hoe het station zijn uitgangsstroom moet variëren.

## V2X
Er zijn een aantal situaties waarbij een elektrische auto energie kan terugleveren:
| V2L | Vehicle-to-load         | auto levert energie voor gebruik onderweg            |
| V2G | Vehicle-to-grid         | auto levert energie terug aan het net                |
| V2H | Vehicle-to-home         | auto levert energie aan de huisinstallatie           |
| VGI | Vehicle-grid-integratie | auto laadt of levert energie aan een huisinstallatie |
| V2X | Vehicle-to-X            | Verzamelnaam voor de eerdere mogelijkheden.          |
CHAdeMO heeft zijn V2X-protocol in 2014 gepubliceerd en vanaf augustus 2019 blijft CHAdeMO het enige gestandaardiseerde oplaadprotocol dat VGI/V2G definieert waarmee het accupack in auto's in staat is terug te kunnen leveren aan het lichtnet.
V2G technologie geeft de mogelijkheid de autobatterij te gebruiken als opslag van energie en kosten te besparen door het optimaliseren van het energieverbruik en het verstrekken van diensten aan het lichtnet. Sinds 2012 zijn er wereldwijd meerdere V2X-demoprojecten op basis van het CHAdeMO-protocol gaande. Enkele van de recente projecten omvatten UCSD INVENT in de Verenigde Staten, evenals Sciurus en e4Future in het Verenigd Koninkrijk, die worden ondersteund door Innovate UK.

## Hoogvermogen opladen
CHAdeMO heeft in mei 2018 zijn protocol voor 400 kW 'ultrasnel' opladen gepubliceerd. Deze CHAdeMO 2.0 levert een 400 kW-vermogen, waardoor de standaard beter kon concurreren met de CCS “ultrasnelle” stations die over de hele wereld worden gebouwd als onderdeel van nieuwe netwerken zoals het IONITY-laadconsortium.

## Gebruik

### In laadstations
CHAdeMO-type snellaadstations zijn aanvankelijk in groten getale geïnstalleerd door het nutsbedrijf TEPCO in Japan, wat de aanleg van een extra stroomdistributienetwerk vereiste om deze stations van stroom te voorzien. Sindsdien heeft de CHAdeMO-laderinstallatie zijn geografische bereik vergroot en in april 2019 verklaarde de CHAdeMO Association dat er 25.300 CHAdeMO-laders waren geïnstalleerd in 71 landen. Deze omvatten 7600 laadstations in Japan, 9200 in Europa, 3200 in Noord-Amerika en 5310 elders.
| Land          | Stations | Stations | Stations   | Stations   |
| Land          | 2017     | Mei 2015 | Maart 2012 | Maart 2011 |
| ------------- | -------- | -------- | ---------- | ---------- |
| Australië     | 40       | 5        | 1          |            |
| Oostenrijk    | 170      | 29       | 3          |            |
| Wit-Rusland   | 9        | 2        |            |            |
| België        | 58       | 39       | 3          |            |
| Brazilië      | 10       | 2        |            |            |
| Bulgarije     | 20       |          |            |            |
| Chili         | 7        | 5        | 1          |            |
| Canada        | ≈290     | 44       | 4          |            |
| Tsjechië      | 50       | 10       |            |            |
| Denemarken    | 126      | 59       | 3          |            |
| Estland       | 148      | 163      | 148        |            |
| Finland       | 58       | 33       |            |            |
| Frankrijk     | 350      | 214      | 9          |            |
| Griekenland   | 1        | 1        |            |            |
| Duitsland     | 620      | 113      | 18         |            |
| Hong Kong     | 40       | 7        | 11         |            |
| Hongarije     | 28       | 12       | 1          |            |
| IJsland       | 22       | 13       | 8          |            |
| Ierland       | 80       | 67       | 19         |            |
| Italië        | 65       | 14       | 1          |            |
| Japan (pub)   |          | 5484     | 980        | 582        |
| Japan (priv)  |          | 70       | 70         | 582        |
| Letland       | 4        | 3        |            |            |
| Litouwen      | 182      | 3        |            |            |
| Luxemburg     | 3        | 2        | 1          |            |
| Mexico        | 10       | 2        |            |            |
| Nederland     | 140      | 495      | 21         |            |
| Nieuw-Zeeland | 86       | 2        | 2          |            |
| Noorwegen     | 450      | 171      | 16         |            |
| Portugal      | 60       | 18       | 18         |            |
| Slowakije     | 36       | 19       | 3          | 1          |
| Slovenië      | 52       | 2        | 4          |            |
| Polen         | 32       |          |            |            |
| Spanje        | 159      | 105      | 6          |            |
| Sri Lanka     | 42       | 25       | 0          |            |
| Zweden        | 205      | 83       | 5          |            |
| Zwitserland   | 124      | 57       | 4          |            |
| Turkije       | 1        | 1        | 1          |            |
| VK            | 869      | 291      | 36         |            |
| Oekraïne      | 162      | >6       | 4          |            |
| VS            | 1677     | 1337     | 355+       |            |

#### West Coast Electric Highway
De West Coast Electric Highway (WCEH) is een uitgebreid netwerk van DC-snellaadstations voor elektrische voertuigen die elke 25 tot 50 mijl langs Interstate 5 en andere belangrijke wegen in de Pacific Northwest van de Verenigde Staten liggen.
De bouw van de WCEH begon in 2010 met de inzet van CHAdeMO en level 2 laadstations. Vanaf 2014 is een netwerk met duizenden laadstations van niveau 2 en tientallen snelladers op gelijkstroom, waaronder zowel het CCS als CHAdeMO beschikbaar gekomen.

#### Fabrikanten
Vanaf juli 2019 zijn in totaal 260 gecertificeerde CHAdeMO-laadmodellen geproduceerd door 50 bedrijven
In de begintijd heeft in de Verenigde Staten Aker Wade Power Technologies een licentieovereenkomst gesloten met TEPCO om DC-snelladers voor elektrische voertuigen te produceren en op de markt te brengen. Eaton Corporation heeft een CHAdeMO-compatibele DC-snellader gedemonstreerd waarmee Mitsubishi iMiEV-auto's kunnen worden opgeladen. ECOtality heeft de Blink DC Fast Charger, die is uitgerust met twee CHAdeMO-compatibele oplaadconnectoren voor elektrische voertuigen, in het Blink Network geïmplementeerd. AeroVironment biedt een breed assortiment DC-snelladers, waaronder twee CHAdeMO-gecertificeerde snelladers. De UL-gecertificeerde (2202 en 1741) bidirectionele CHAdeMO-snellader van Princeton Power Systems kan worden gebruikt voor laden en ontladen vanuit de Nissan LEAF, voor zowel netgekoppelde als back-up-stroommodi. De snelladers zijn verkrijgbaar in 10 kW, 15 kW en 30 kW. Fuji Electric Corporation of America heeft een 25 kW CHAdeMO-snellader geïntegreerd met het ChargePoint- netwerk van Coulomb Technologies. ABB produceert 50 kW en 20 kW CHAdeMO-modellen met UL-certificering voor de Amerikaanse markten.
Andromeda Power heeft een mobiele DC CHAdeMO 50 kW oplader.
In Europa waren Evtronic, Schneider-Electric, SGTE Power, CIRCONTROL, ABB, voorheen Epyon, GH EverDrive en Efacec de eerste Europese bedrijven die CHAdeMO-certificering snelladers maakten met het nieuwste CHAdeMO-communicatieprotocol.
Polar Power Inc. heeft mobiele elektrische generatoren ontwikkeld voor het opladen van elektrische auto's.
In Canada ontwerpen en produceren AddÉnergie Technologies en Elmec snellaadstations die zowel CHAdeMO als SAE ondersteunen.

### In voertuigen
De optie voor snelladen van CHAdeMO werd gepromoot door Nissan-Renault en werd geaccepteerd bij Japanse autofabrikanten om hun elektrische auto's te laten profiteren van het CHAdeMO-laadnetwerk in Japan. Met meer dan 20 OEM's bleven CHAdeMO-laders in 2018 het grootste aandeel (44%) van de snellaadbare elektrische voertuigen op batterijen (BEV's) ter wereld bedienen. Modellen die CHAdeMO-opladen ondersteunen, zijn onder meer: 
- Arrival Van
- Bollinger B1
- BMW i3 (alleen Japan)
- Citroën C-ZERO
- Citroën Berlingo Electric / E-Berlingo Multispace
- GLM Tommykaira ZZ EV
- Honda Clarity PHEV (alleen Japans model)
- Honda Fit EV
- Hyundai Ioniq Electric (2016)
- Kia Soul EV
- LEVC Tx
- Mazda Demio EV
- Mitsubishi Fuso eCanter
- Mitsubishi i MiEV
- Mitsubishi MiEV-vrachtwagen
- Mitsubishi Minicab MiEV
- Mitsubishi Outlander P-HEV
- Nissan LEAF
- Nissan e-NV200
- Peugeot iOn
- Peugeot Partner EV
- Peugeot Partner Tepee
- Subaru Stella EV
- Tesla Model 3 (adapter optioneel voor Noord-Amerikaanse, Koreaanse en Japanse modellen;[63] niet ondersteund in auto's met geïntegreerde CCS-functionaliteit)
- Tesla Model S (via meegeleverde adapter in Japan; adapter optioneel in andere landen)
- Tesla Model X (via meegeleverde adapter in Japan; adapter optioneel in andere landen)
- Tesla Model Y (adapter optioneel voor Noord-Amerikaanse, Koreaanse en Japanse modellen;[63] niet ondersteund in auto's met geïntegreerde CCS-functionaliteit)
- Toyota eQ
- Toyota Prius Prime (alleen Japan)
- Toyota RAV4 EV eerste generatie 2001-2003 (met aftermarket-add-on)
- Toyota RAV4 EV tweede generatie 2012-2014 (met aftermarket-add-on)
- Zero Motorcycles (via optionele inlaat)
- Vectrix VX-1 Maxi-scooter (via optionele inlaat)

Quick Charge Power uit San Diego is van plan om vanaf 2015 CHAdeMO-retrofits aan te bieden voor de tweede generatie Toyota RAV4 EV en de Mercedes B-Klasse.

## Afbeeldingen

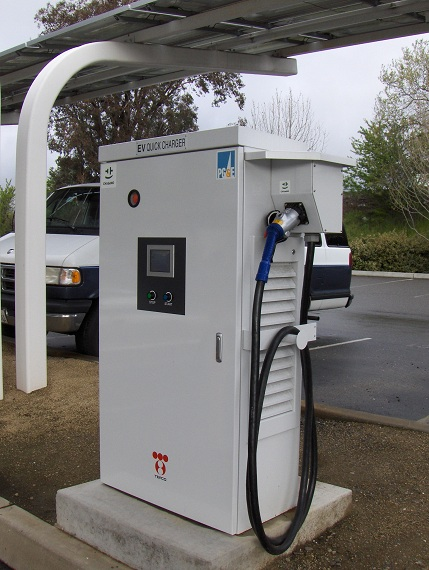
TEPCO-voetstuk voor snel opladen
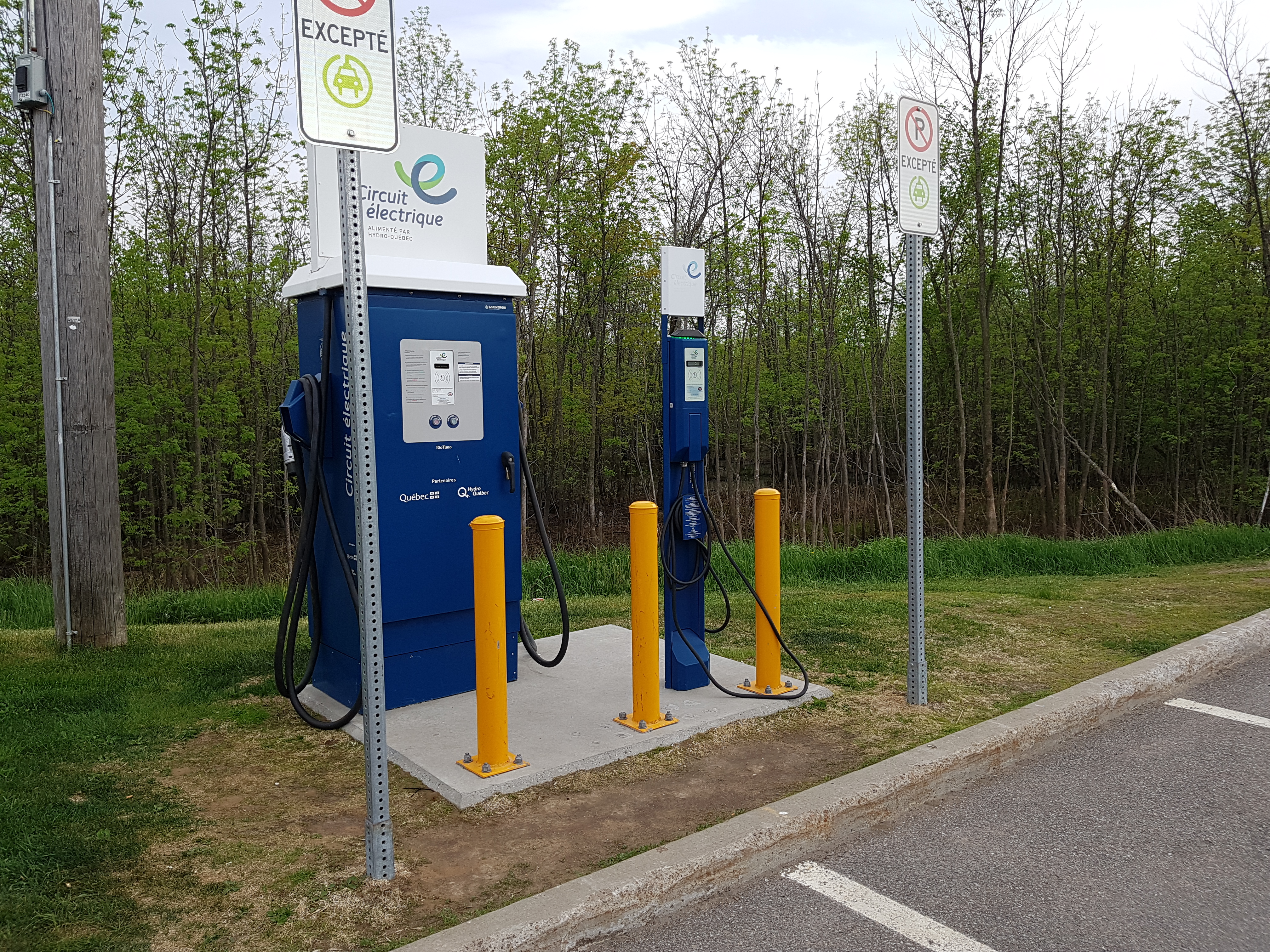
Een laadstation in Quebec, met een AddÉnergie Technologies 50 kW CHAdeMO / CCS Combo DC-snellader en een L2 EVSE.
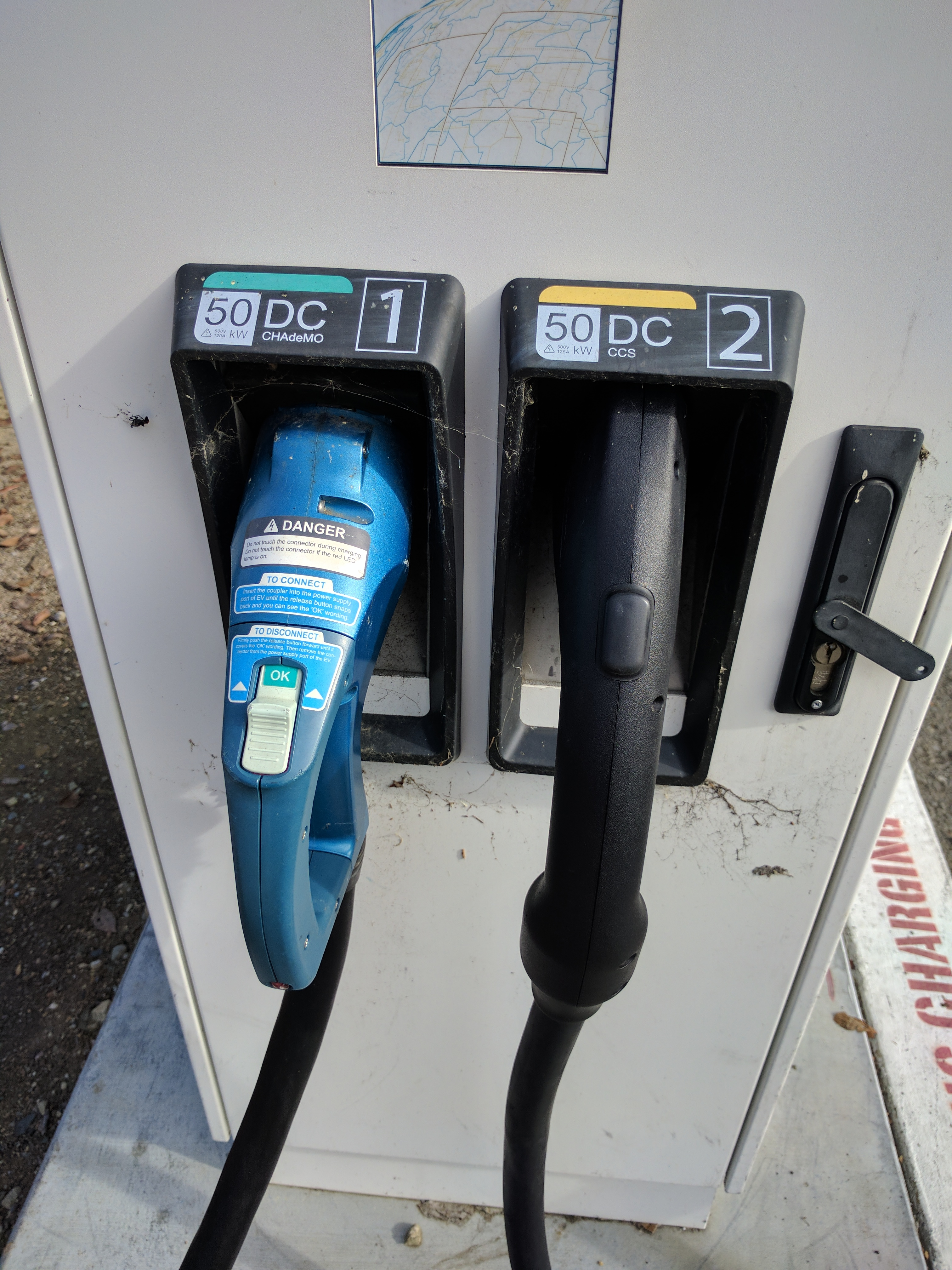
Voorbeeld multistandaard oplader
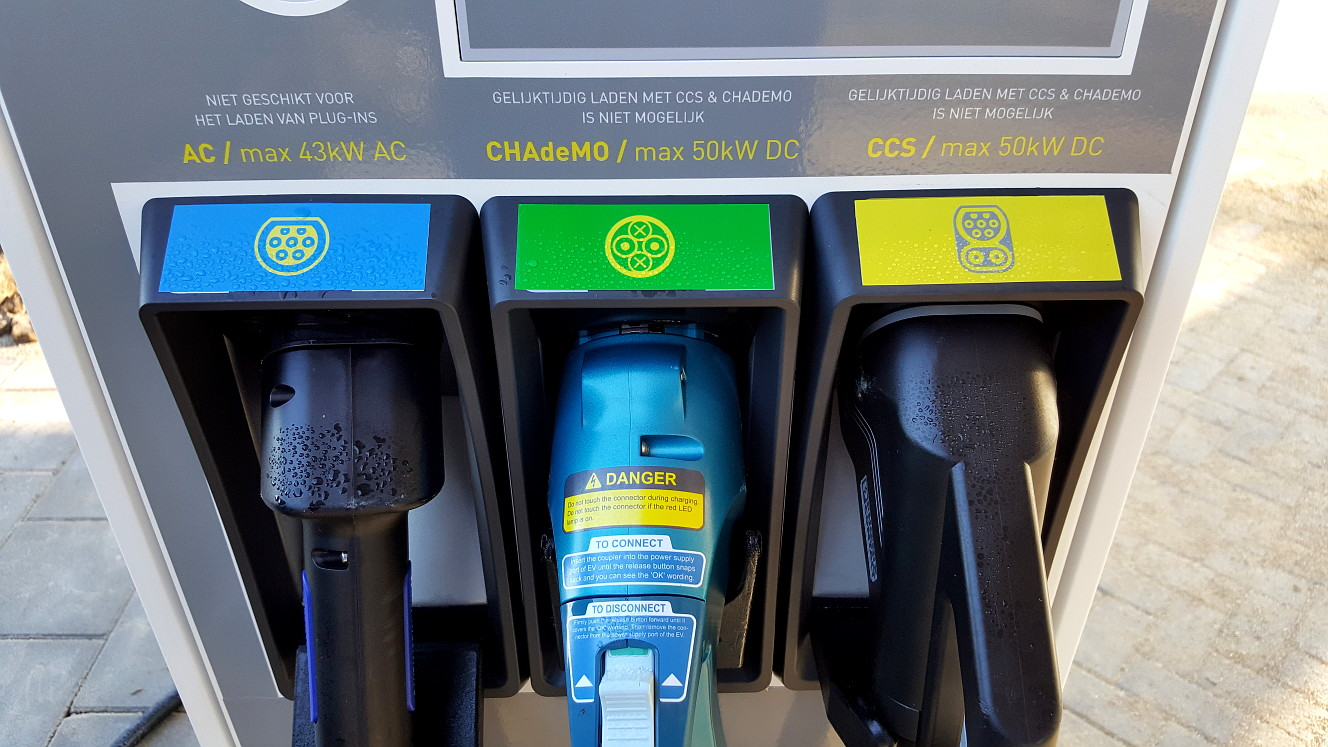
multistandaard lader
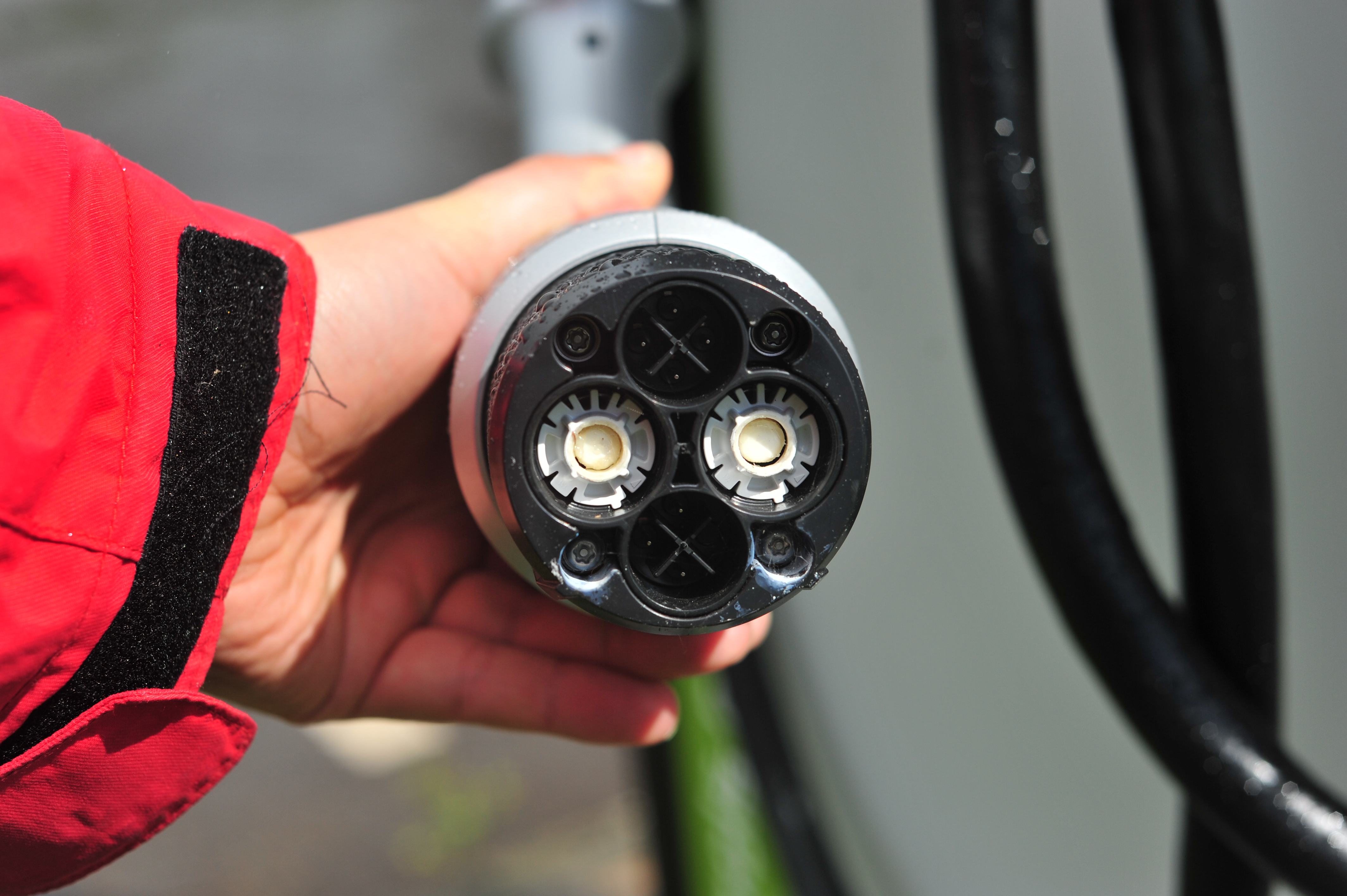
CHAdeMO-stekker